# Ejército Unido Restaurador

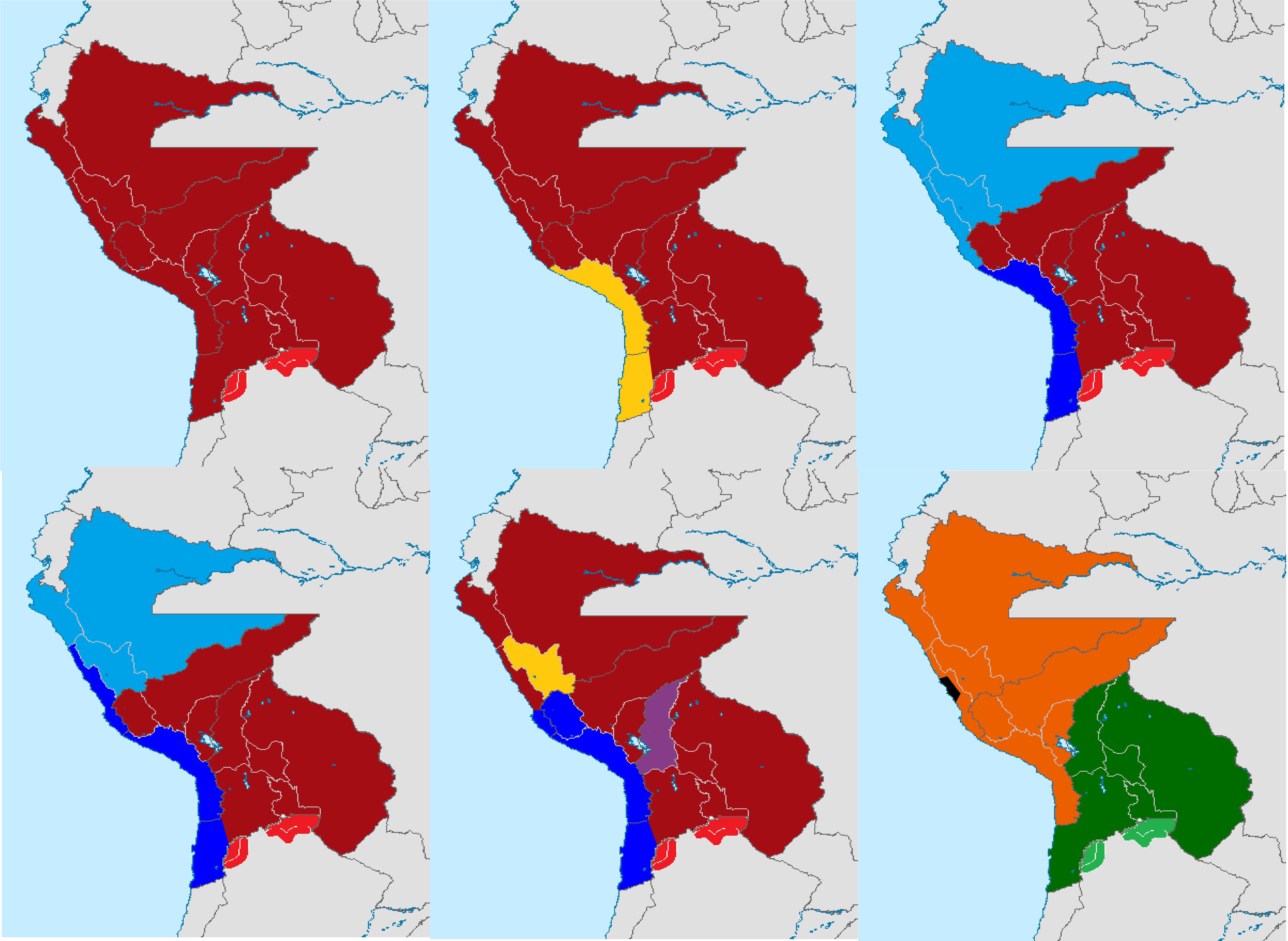
Secuencia que muestra la disolución de la Confederación Perú-Boliviana; los diferentes colores representan las áreas de control.
----
Confederación Perú-Boliviana
Territorio controlado por el Ejército Unido Restaurador
Primer Gobierno Provisional del Perú
República Peruana del Norte
Segundo Gobierno Provisional del Perú
Gobierno Provisional de Bolivia
Nueva República Peruana
Nueva República Boliviana
Territorio controlado por el Ejército Unido durante la restauración
Línea fronteriza de facto después de la disolución
Territorio en disputa entre la Confederación Perú-Boliviana y la Confederación Argentina antes de la disolución
Territorio en disputa entre Bolivia y la Confederación Argentina después de la disolución

El Ejército Unido Restaurador fue el cuerpo militar formado en 1837 por la alianza de las fuerzas terrestres y navales de la República de Chile y el Ejército Restaurador del Perú, formado en 1836 por militares peruanos contrarios a la Confederación Perú-Boliviana.
Como su general en jefe fue nombrado Manuel Bulnes Prieto.

## Historia
Perú fue dividido en dos estados confederados: Estado Nor-Peruano y Estado Sud-Peruano. El Estado Sud-Peruano pactó con el presidente de Bolivia una ayuda de armas contra su rival, el Estado Nor-Peruano. A cambio, permitiría que se cree una Confederación. Como presidente de la Confederación fue designado el mariscal boliviano Andrés de Santa Cruz, quien adoptó el título de supremo protector de la Confederación Perú-Boliviana.
Contrarios a estos hechos se encontraban los militares y políticos norperuanos Antonio Gutiérrez de La Fuente y Ramón Castilla, entre otros, quienes estaban exiliados en Chile. Allí también se encontraban el general Manuel Ignacio de Vivanco, Andrés Martínez y el político Felipe Pardo y Aliaga, quien gestionó el trato con Chile para intervenir a favor del Estado nor-peruano uniendo fuerzas para así romper la Confederación.
Asimismo, en Ecuador se encontraban refugiados el expresidente norperuano Agustín Gamarra y sus seguidores Bujanda, Torrico, Negrón, Frisancho, Frías, Lasarte y Arrisueño, quienes finalmente formaron el Ejército Unido Restaurador en Chile.
Las campañas restauradoras fueron pagadas por Perú al gobierno de Chile.